# Andreï Vorontsevitch
Andreï Konstantinovitch Vorontsevitch (en russe : Андрей Константинович Воронцевич et en anglais : Andrey Vorontsevich), né le 17 juillet 1987 à Omsk, dans la RSFS de Russie (Union soviétique), est un joueur russe de basket-ball, évoluant au poste d'ailier fort.

## Carrière
En juin 2017, Vorontsevitch signe un nouveau contrat qui dure jusqu'à la fin de la saison 2019-2020 avec le CSKA Moscou. En juillet 2020, le CSKA Moscou choisit de ne pas lui proposer un nouveau contrat.
En mars 2021, Vorontsevitch rejoint le BK Nijni Novgorod jusqu'à la fin de la saison. En juillet, il s'engage pour une saison (avec une saison supplémentaire en option) avec l'UNICS Kazan.

### Palmarès
- Vainqueur de l'Euroligue de basket-ball : 2008, 2016, 2019  (CSKA Moscou)
- Vainqueur de la VTB United League : 2008, 2010, 2012, 2013, 2014, 2015, 2016, 2017, 2018, 2019